# Rune Stordal
Rune Stordal (* 8. April 1979 in Bergen) ist ein ehemaliger norwegischer Eisschnellläufer. Er wurde 2005 Weltmeister auf der 1500-Meter-Strecke, erreichte aber sonst in keinem internationalen Rennen das Podest. Stordal ist vierfacher norwegischer Meister mit je zwei Titeln im Sprintmehrkampf und über 1500 Meter.

## Werdegang
Rune Stordal wuchs im Bergener Stadtteil Fana auf. Anfang der 2000er-Jahre zog er nach Geithus in der Kommune Modum, weil er beim dort ansässigen Geithus IL bessere Trainingsbedingungen vorfand. Sein Trainer in Geithus war Arne Skuterud. Ab der Saison 2000/01 erhielt Stordal vereinzelte Einsätze in Rennen der B-Division des Eisschnelllauf-Weltcups, etablierte sich aber zunächst nicht im nationalen Elitekader. Seinen ersten norwegischen Meistertitel gewann er im Februar 2003 im Sprintmehrkampf vor Even Wetten. Im Dezember 2003 wurde er auch über 1500 Meter nationaler Meister und schlug dabei stärker eingeschätzte Athleten wie Petter Andersen. Beide Titel verteidigte Stordal 2004. Zudem wurde er ab Anfang 2004 regelmäßig im Weltcup eingesetzt und lief dort in der Saison 2004/05 in drei 1500-Meter-Rennen unter die ersten zehn. Seine besten Weltcupergebnisse waren zwei achte Plätze (in Baselga di Piné Ende Januar 2005 und drei Wochen später in der Thialf-Arena in Heerenveen).
Am 6. März 2005 gewann Stordal bei den Einzelstreckenweltmeisterschaften 2005 in Inzell das Rennen über 1500 Meter. Im achten von zwölf Paaren lief er eine Zeit von 1:50,69 Minuten, die in der Folge von keinem anderen Läufer unterboten wurde. Stordal siegte mit 0,15 Sekunden Vorsprung auf den Niederländer Mark Tuitert. Norwegische Medien werteten seinen Weltmeistertitel als Sensation.
In der Vorbereitung auf die Saison 2005/06 verletzte sich Stordal in der Leistenregion. Er verpasste in der Folge die Qualifikation für die Olympischen Winterspiele 2006 in Turin. Im November 2006 wurde er zum letzten Mal für den Weltcup nominiert, ehe er wegen weiterer Verletzungen seine Laufbahn beendete. Ein Comebackversuch im Alter von 30 Jahren war nicht erfolgreich. Nach seinem Karriereende arbeitete Stordal als Verkäufer. Zwischenzeitlich war er zudem als Trainer bei seinem Heimatverein in Fana tätig, zog sich aber nach der Geburt seiner Kinder von diesem Posten zurück.